# パーディシャー
パーディシャーあるいはパードシャー（トルコ語: padişah; ペルシア語: پادشاه pādshāh）は、ペルシア語で「皇帝」もしくは「君主」一般を意味する語。

## 概要

### トルコ
オスマン帝国では君主の最も一般的な呼称であり、末期には「パーディシャー」（トルコ語：padişah）は世俗権力であるスルタン権と宗教権威であるカリフ権を兼ね備えていると規定された。オスマン帝国の君主はスルタンの称号で呼ばれることが多いが、帝国の中ではスルタンの称号は君主の后妃や娘の称号などにまで広く用いられ、むしろ君主の称号はパーディシャーの方であった。
また、オスマン帝国は外交上、フランスなどの有力な同盟国の君主を通例「パーディシャー」と呼び、それ以外の国の君主に対して用いる「王（クラル）」「シャー」「ベイ」などと区別して優遇を示した。ヨーロッパにおける本来の皇帝の称号の保持者である神聖ローマ皇帝にパーディシャーの称号が認められたのは、オスマン帝国の軍事力がヨーロッパに対して相対的に低下した17世紀のことであった。18世紀にはようやくロシア皇帝に対してもパーディシャーの称号が認められ、次第にパーディシャーを頂くオスマン帝国と外交上対等な外国の君主に広く用いられる称号に過ぎなくなってゆく。
トルコ共和国成立後、言語純化運動でペルシア語由来のパーディシャーは、ラテン語の imperator（皇帝）に由来する imparator に置き換えられた。

### イラン
イラン高原では、「パードシャー」（ペルシア語: پادشاه pādshāh）は「シャー」の上位の称号だが、「シャーの中のシャー」を意味するシャーハンシャーがより高い地位を示す称号として用いられるに過ぎなかった。カージャール朝などではシャーハンシャーが君主の称号であったのに対し、パードシャーは地方領主などが用いていた。

### インド
インドのムガル帝国でも、ペルシア語の「パードシャー」の称号が君主の称号として用いられた。王朝の始祖バーブルが初めてパードシャーを称して以来、支配下にハーン、ラージャなど様々な称号をもったムスリム（イスラーム教徒）・ヒンドゥー教徒の有力者たちを抱えたムガル帝国において、パードシャーは最高君主を意味する称号であった。

## モンゴル帝国時代以降
モンゴル帝国では行政言語はウイグル語が使用されていたが、初期からマー・ワラー・アンナフルやホラーサーンから多くのムスリムたちが宮廷内外で活躍しており、帝国統治下の地域的言語的多様性に対応出来るよう、モンゴル語、ウイグル語をはじめとするテュルク語、ペルシア語、漢語、チベット語などに行政用語の訳語の統一や互換性を持たせていたと考えられている。このうち、モンゴル語の「カアン」や「カン」に対応する概念として、イル・ハン国の『集史』などでは「カアン」をカーアーン（ قاآن qā'ān）、「カン」をハーン（ خان khān）と音写する一方で、 「君主」一般や「皇帝」「帝王」的な意味として「パードシャー」（ پادشاه pādshāh）を採用していたようである。
『集史』「フランク史」ではアウグストゥス以来の歴代のローマ皇帝や、カール大帝などのフランク・ローマの君主たち、オットー1世以降の神聖ローマ皇帝などを「ルームのカイサル」（Qaysar-i Rūm）と併せて「ルームの君主位」（ pādshāhī-yi Rūmī）などの表現が見られる。
また、明朝で編纂された漢語と周辺外国語の対訳語彙集である『華夷譯語』の一編でペルシア語版である「回回館譯語」という資料がある。この「人物門」に、を「パードシャー」 پادشاه pādshāh を「[立巴]得沙黒」と漢字音写し「君（君主）」の意味にあてており、同じく「シャー」 شاه shāh を「傻諕」と漢字音写し「君」の意味としているが、別の箇所では「パードシャー」 پادشاه pādshāh を「[立巴]得傻」と漢字音写し、「天皇帝」の意味としている箇所があり、この頃には「パードシャー」には一般的な「君主」の意味と「皇帝」の意味の2種類が含まれ用いられていたことが分かる。
イルハン朝のガザンはイスラームに改宗した後に、「イスラームの帝王（パードシャーヒ・イスラーム）」（ پادشاه اسلام Pādshāh-i Islām）と名乗った。イルハン朝ではモンゴル王族一般を「シャーフザーダ」（ شاهزاده Shāh-zāda）と呼び、ガザンなどの君主は単独では「ハーン」「スルターン」「パードシャー」を用いた。これらのペルシア語による称号の様式は、その後のジャライル朝、黒羊朝、白羊朝以外にもティムール朝、ムガル朝、サファヴィー朝、オスマン朝にも影響を及ぼしている。